# Kirsten John-Stucke
Kirsten John-Stucke (* 1966 in Unna) ist eine deutsche Historikerin, Sachbuchautorin und Museumsleiterin des Museums Wewelsburg. Sie ist Herausgeberin zahlreicher Dokumentationen zur Geschichte der Wewelsburg im Nationalsozialismus und zur Geschichte des KZ Niederhagen. Der Schwerpunkt ihrer Arbeit liegt in der Erinnerungskultur und pädagogischen Gedenkstättenarbeit sowie in der Neukonzeption der Erinnerungs- und Gedenkstätte Wewelsburg 1933–1945.

## Leben und Werk
Nach dem Abitur ging Kirsten John an die Westfälische Wilhelms-Universität Münster, um Neuere und Neueste Geschichte, Germanistik und Publizistik zu studieren. Während der Studienzeit absolvierte sie 1990 ein Praktikum im Kreismuseum Wewelsburg und arbeitete bis 1993 als pädagogische Mitarbeiterin für die Dokumentation Wewelsburg 1933 – 1945. Kult- und Terrorstätte der SS. Im Rahmen ihrer Magisterarbeit beschäftigte sie sich mit den Ernsten Bibelforschern unter den Häftlingen des Konzentrationslagers in Wewelsburg.
Nach Abschluss des Studiums ging sie 1993 für zwei Jahre nach Bremerhaven und absolvierte dort am Morgenstern-Museum, dem Historischen Museum der Stadt Bremerhaven, ein wissenschaftliches Volontariat. Seit 1995 arbeitete sie als wissenschaftliche Mitarbeiterin am Kreismuseum Wewelsburg, das sie seit 1999 stellvertretend geleitet hat. Nach dem Tod des langjährigen Museumsdirektors Wulff E. Brebeck übernahm sie 2011 die Leitung des Museums. Sie war wesentlich an der museumspädagogischen Neukonzeption der Erinnerungs- und Gedenkstätte Wewelsburg 1933–1945 beteiligt. Darüber hinaus forscht und dokumentiert sie die Geschichte des KZ Niederhagen und der verschiedenen Häftlingsgruppen. In der ZDF-Dokumentationsreihe Böse Bauten erläuterte Kirsten John-Stucke den Umgang mit der nationalsozialistischen Architektur auf der Wewelsburg.
Kirsten John-Stucke ist Vorstandsmitglied des Arbeitskreises NS-Gedenkstätten und Erinnerungsorte in NRW e.V., im wissenschaftlichen Projektbeirat NS-Dokumentation Vogelsang sowie Mitglied des Beirats des Altertumsvereins Paderborn e.V. 2025 wurde sie zum ordentlichen Mitglied der Historischen Kommission für Westfalen gewählt. 
Kirsten John-Stucke ist verheiratet und hat zwei Kinder.

## Veröffentlichungen (Auswahl)

### Bücher
- Häftlinge im Konzentrationslager in Wewelsburg unter besonderer Berücksichtigung der Ernsten Bibelforscher. Magisterarbeit (1993)
- „Mein Vater wird gesucht …“. Häftlinge des Konzentrationslagers in Wewelsburg (2001)
- 12 Jahre – 12 Schicksale. Fallbeispiele zur NS-Opfergruppe Jehovas Zeugen in Nordrhein-Westfalen 1933–1945 (2006, gemeinsam mit Michael Krenzer & Johannes Wrobel)
- Die Wewelsburg 1933–1945. SS-Größenwahn und KZ-Terror. CD-Rom mit Begleitheft (2007, gemeinsam mit Wulff E. Brebeck, Karl Hüser)
- Endzeitkämpfer. Ideologie und Terror der SS (2011, gemeinsam mit Wulff E. Brebeck, Frank Huismann & Jörg Piron)
- Mythos Wewelsburg. Fakten und Legenden (2015, gemeinsam mit Daniela Siepe)
- Die Körper der SS – Ideologie, Propaganda und Gewalt. Begleitband zur Sonderausstellung vom 19. Juni – 4. September 2016 im Burgsaal der Wewelsburg (2016, gemeinsam mit Erik Beck, Markus Moors & Jörg Piron)
- Wir machen ein Fass auf! Bier brauen und trinken im Paderborner Land. Begleitband zur Sonderausstellung vom 1. Juni – 2. September 2018 im Burgsaal der Wewelsburg (2018, mit Erik Beck, Markus Moors, Jörg Piron)

### Aufsätze (Auswahl)
- Zeugen Jehovas im Konzentrationslager in Wewelsburg. In: Hans Hesse (Hrsg.): „Am mutigsten waren immer wieder die Zeugen Jehovas“. Verfolgung und Widerstand der Zeugen Jehovas im Nationalsozialismus. Bremen 1998, S. 63–75.
- Konzentrationslager Niederhagen/Wewelsburg. In: Jan Erik Schulte (Hrsg.): Konzentrationslager im Rheinland und in Westfalen 1933–1945. Zwischen zentraler Steuerung und regionaler Initiative. Paderborn 2005, S. 97–112.
- Wewelsburg. In: Wolfgang Benz, Barbara Distel: Der Ort des Terrors. Geschichte der nationalsozialistischen Konzentrationslager, Bd. 3 (Sachsenhausen, Buchenwald; hier zu Sachsenhausen). München 2006, S. 286–288.
- Konzentrationslager Niederhagen/Wewelsburg. In: Wolfgang Benz, Barbara Distel: Der Ort des Terrors. Geschichte der nationalsozialistischen Konzentrationslager, Bd. 7 (Niederhagen/Wewelsburg, Lublin-Majdanek, Arbeitsdorf, Herzogenbusch (Vught), Bergen-Belsen, Mittelbau-Dora). München 2008, S. 15–29.
- Die Wewelsburg: Renaissanceschloss – „SS-Schule“ – Erinnerungsort – Ausflugsziel. In: Heinz-Dieter Quack, Albrecht Steinecke (Hrsg.): Dark Tourism. Faszination des Schreckens (= Paderborner Geographische Studien zu Tourismusforschung und Destinationsmanagement, Bd. 25). Paderborn 2012, S. 179–191.
- Sinti und Roma im KZ Niederhagen/Wewelsburg (Büren-Wewelsburg). In: Karola Fings, Ulrich F. Opfermann (Hrsg.): Zigeunerverfolgung im Rheinland und in Westfalen 1933–1945. Geschichte, Aufarbeitung und Erinnerung. Paderborn 2012, S. 101–107.
- Zwischen „Mystifizierung“ und „Authentizität“. Überlegungen zum Umgang mit der extremen Rechten an sogenannten Täterorten. In: Hans-Peter Killguss, Martin Langebach (Hrsg.): „Opa war in Ordnung!“ Erinnerungspolitik der extremen Rechten (= Beiträge und Materialien der Info- und Bildungsstelle gegen Rechtsextremismus im NS-Dokumentationszentrum der Stadt Köln, Bd. 8). Köln 2016, S. 144–159 (mit Heiko Klare, Stefan Wunsch).